# Faure Peak
Faure Peak (in lingua inglese: Picco Faure) è un picco roccioso alto 3.940 m, situato 7 km a est del Monte Minshew, lungo il fianco 
settentrionale del Wisconsin Plateau, nel Wisconsin Range della catena dei Monti Horlick, nei Monti Transantartici, in Antartide.
Il picco è stato mappato dall'United States Geological Survey (USGS) sulla base di rilevazioni e foto aeree scattate dalla U.S. Navy nel periodo 1960-64.
La denominazione è stata assegnata dall'Advisory Committee on Antarctic Names (US-ACAN), in onore di Gunter Faure, leader del gruppo geologico dell'Ohio State University che aveva esplorato i Monti Horlick nel 1964-65.